# Транслейтания
Транслейтания (на немски: Transleithanien) се нарича унгарската част от Австро-Унгарската империя, дуалистична монархия, образувана през 1867 и просъществувала до 1918. Траслейтания включва земите на Кралство Унгария. Тези земи са наричани като: Szent István Koronájának Országai (Земите на „Короната на Свети Стефан“). Столицата на Транслейтания е Будапеща.

## Наименование и състав
Латинското название Транслейтания идва от името на река Лейта, която разделя двете части на Империята. Така Транслейтания може да се преведе като Земите оттатък Лейта. Цислейтания (австрийската част на Империята), от своя страна се превежда от латински като Земите на запад от Лейта.
Транслейтания със състои от Кралство Унгария (Magyar Királyság), което включва автономните региони Кралство Хърватско и Славония (Horvát-Szlavónia Királyság), и свободното пристанище Риека (Fiume).

| Провинция                                           | Столица        |
| --------------------------------------------------- | -------------- |
| Кралство Унгария (включва Войводина и Трансилвания) | Будапеща       |
| Кралство Хърватско и Славония                       | Аграм (Загреб) |
| Свободен град Фиуме                                 | Фиуме (Риека)  |

## Етнически състав на населението
Транслейтания има многонационално население, което включва основно:
- унгарци
- немци
- хървати
- словаци
- румънци
- русини
- сърби